# Доминиканска Република на Светском првенству у атлетици у дворани 2012.
Доминиканска Република је девети пут учествовала на Светском првенству у атлетици у дворани 2012. одржаном у Истанбулу од 9. до 11. марта. Репрезентацију Доминиканске Републике представљао је један такмичар, који се такмичио у трци на 400 метара.
Доминиканска Република није освојила ниједну медаљу али је Лугелин Сантос два пута оборио лични рекорд.

## Учесници
Мушкарци:
- Лугелин Сантос — 400 м

## Резултати

### Мушкарци
| Атлетичар      | Дисциплина | Лични рекорд | Квалификације | Квалификације | Полуфинале | Полуфинале | Финале               | Финале      | Детаљи |
| Атлетичар      | Дисциплина | Лични рекорд | Резултат      | Место         | Резултат   | Место      | Резултат             | Место       | Детаљи |
| -------------- | ---------- | ------------ | ------------- | ------------- | ---------- | ---------- | -------------------- | ----------- | ------ |
| Лугелин Сантос | 400 м      |              | 47,07 кв, ЛР  | 3. у гр. 2    | 46,83 ЛР   | 4. у гр. 3 | Није се квалификовао | 9 / 31 (32) |        |